# DJ D
Pour les articles homonymes, voir D.
 (juin 2015).
Si vous disposez d'ouvrages ou d'articles de référence ou si vous connaissez des sites web de qualité traitant du thème abordé ici, merci de compléter l'article en donnant les références utiles à sa vérifiabilité et en les liant à la section « Notes et références ».
DJ D, de son vrai nom Diego Buffoni (né le 5 décembre 1982 à Bergame), est un producteur et disc jockey italien de mainstream hardcore. Il est le cofondateur du label discographique indépendant Hardcore Blasters.

## Biographie
Buffoni commence sa carrière musicale à l'âge de 16 ans, en 1998. Deux ans plus tard, en novembre 2000, sort son premier single, Inside Myself. L'année 2002 marque pour DJ D la recherche d'un style qui lui soit propre, ce qui le conduit à son premier succès d'estime avec son simple X-ploration, sorti en juin 2002. Cette même année, il cofonde le label Hardcore Blasters. Peu après sort Mankind Warning, qui intègre rapidement les sets de nombreux DJ européens. Il sort son premier album au début de 2004, intitulé DB Area, qui comporte de nombreuses collaborations avec des DJ reconnus de la scène gabber internationale, dont les néerlandais Endymion et The Viper, ou ses compatriotes Hellsystem et The Blaster. DJ D sort également le single Wild avec Endymion, chez Enzyme X. 
En 2005, DJ D poursuit ses travaux, avec de nombreuses collaborations et de nombreux succès, parmi lesquels Furious Anger avec Paul Elstak, et Electro Shocking avec Outblast, grand succès lors des soirées hardcore. Il intègre également les line-up d'événements néerlandais comme Masters of Hardcore, Decibel, Dominator, Hardcore 4 Life, Thunderdome, Megarave et A Nightmare in Rotterdam. En 2006 sort son deuxième album, The Melody Man. Cette sortie est accompagnée d'une tournée européenne qui mène DJ D en Russie, en Espagne, en France, en Italie et aux Pays-Bas. Il sort en 2007 le single Gloria. En 2009, il s'associe avec Nitrogenetics pour la sortie de l'EP Melodic Art.
En 2011 il collabore avec le DJ espagnol Rayden (anciennement DJ Piwi). En 2013, il annonce mettre fin à sa carrière de compositeur. Il mixe pour la dernière fois le 14 avril 2013 avec les membres de son label Hardcore Blasters lors de l'événement Masters of Hardcore. En 2014, Hardcore Blasters publie une compilation de DJ D, intitulée Greatest Hits qui comprend notamment des remixes de Hellsystem et Tha Playah, et qui est positivement accueilli par le site web spécialisé Partyflock.En 2019 il fait une retour exceptionnel pour l’événement Resonate Hardcore classic avec un dj set nommé The final set.        

## Style musical
Les productions de DJ D sont principalement axées techno hardcore et gabber. Toutefois, DJ D a également sorti des compositions hardstyle, hard trance et hard house.

## Discographie

### Albums studio
- 2004 : DB Area
- 2006 : The Melody Man

### EP et singles
- 2000 : Inside Myself E.P. (avec DJ Lux) (Hardcore Masters)
- 2001 : Round One: The Fighters are Coming (avec The Blaster) (Hardcore Blasters)
- 2002 : Mankind Warning (Hard Traxx)
- 2002 : X-ploration (Hardcore Blasters)
- 2003 : DB Area Part 1 (Hardcore Blasters)
- 2003 : Mortal War (Hardcore Blasters)
- 2003 : Samara (Hardcore Blasters ; réédité en 2004 chez Hardcore Come Back)
- 2004 : DB Area Part 2 (Hardcore Blasters)
- 2005 : Furious Anger (avec Paul Elstak) (Offensive Records)
- 2005 : Morgan (Hardcore Blasters)
- 2005 : No Way Out (avec Javi Boss) (Hardcore Blasters)
- 2005 : Solo Part 1 (Hardcore Blasters)
- 2005 : Solo Part 2 (Hardcore Blasters)
- 2006 : Gold: Greatest Oldiez #2 (avec Hellsystem) (Hardcore Blasters)
- 2006 : The Melody Man (Hardcore Blasters)
- 2007 : Beat Is Rocking (Hardcore Blasters)
- 2007 : Dirty (Hardcore Blasters)
- 2007 : Fuck Everybody (Hardcore Blasters)
- 2007 : Gloria (Hardcore Blasters)
- 2007 : Party Down (avec Nitrogenetics et Hellsystem) (Hardcore Blasters)
- 2007 : Started to Move (avec The Blaster) (Hardcore Blasters)
- 2008 : Fury (avec Hellsystem) (Hardcore Blasters)
- 2008 : Imagine (When I Found You) (Hardcore Blasters)
- 2008 : Loose Control (avec The Viper) (Hardcore Blasters)
- 2008 : Nephilim (Hardcore Blasters)
- 2008 : Next Soul (avec Hellsystem) (Hardcore Blasters)
- 2008 : Step on Stage (avec Hellsystem) (Hardcore Blasters)
- 2008 : We Get Stop This MF
- 2009 : Destiny (Next Core)
- 2009 : D Power (Masters of Hardcore) (hymne de Dominator 2009)
- 2009 : Get It Right
- 2009 : Melodic Art (avec Nitrogenetics)
- 2010 : Something to Fear (avec Hellsystem)
- 2010 : Live 4 (Hardcore Blasters)